# Rhinopias frondosa
Rhinopias frondosa — вид скорпеноподібних риб родини скорпенових (Scorpaenidae).

## Поширення
Вид зустрічається в Індійському океані та на заході Тихого океану від берегів Східної Африка до Японії та Австралії.

## Опис
Риба дрібного розміру, завдовжки до 23 см. Забарвлення мінливе, від білого до червоного кольору, залежить від середовища проживання.

## Спосіб життя
Це морський, тропічний, демерсальний вид, що мешкає на коралових рифах на глибині до 90 м. Активний хижак, що живиться дрібною рибою та ракоподібними.